# Civilización de la época Han
La dinastía Han fue una dinastía que gobernó en la Antigua China, fundada por la familia Liú, que sucedió a la dinastía Qin y antecedió al periodo de los Tres Reinos (206 a. C- 220 d. C.). Durante su gobierno se fomentó la educación, se produjeron intercambios de mercancías a lo largo de la Ruta de la Seda, se desarrolló la escritura en papel de arroz y, gracias a ello, la población se incrementó y llegó a alcanzar los 50 millones de personas. La época Han se considera dividida en dos periodos: dinastía Han Anterior/Occidental, que tuvo su capital en Chang’an, y dinastía Han Posterior/Oriental, que la tuvo en Luoyang.

### Filosofía escolástica
En la época Han predominó la filosofía escolástica, sistema de correlación espacio-temporal que ofrece una interpretación total del universo, conocida como la teoría del Yin (virtudes femeninas) y del Yang (virtudes masculinas), y de los Cinco Elementos; que se suceden por fases de crecimiento, auge y declive.
El origen de estas ideas proviene de las escuelas de adivinos de la Antigüedad, el teórico más destacado es Zou Yan. Zou Yan relacionó con todos los campos de conocimiento como la astronomía, la geografía o la historia, su interpretación; basada en una relación entre la sucesión de los poderes políticos y la de los Cinco Elementos en función de un orden de devastación de lo tradicional a lo más actual.
Ambas teorías eran las principales cuando se unificaron los territorios chinos por parte del reino de Qin. Además, surgió un nuevo ritual durante el imperio de los Qin constituido por las teorías correspondientes a los Cinco Elementos y por el sistema de relación entre planetas, puntos cardinales, sentimientos, etc. Esto explicaba toda la armonía del imperio, el color negro de las banderas, los gorros de las ceremonias, el rigor de las leyes.

### Interpretaciones esotéricas
Entre el período de los Qin y el siguiente, se produjo una continuidad pues el pensamiento de la época se basaba en la escolástica de los Cinco Elementos. Sin embargo, se puede hablar del confucianismo, un renacimiento surgido a través de las teorías del Yin y el Yang.
Este pensamiento, la escolástica, sirvió para una nueva interpretación de los Clásicos. Los Clásicos son textos de la Antigüedad, obras de sabios ilustres que contienen un saber secreto y que sólo pueden ser interpretadas por escuelas de especialistas que hayan difundido de generación en generación su significación. Estos fueron conservados por tradición oral y reaparecieron en el S.II a. C. Estos textos, además, se concibieron como colecciones de profecías y los mensajes ocultos se multiplicaron bajo los primeros Han.
A finales de los primeros Han, las interpretaciones esotéricas y las profecías tuvieron un gran auge, sobre todo, en fines políticos. También tuvo efectos en conocimientos científicos como: la notación sistemática de manchas solares, Zhang Heng que inventó el primer sismógrafo de la historia o el progreso de los instrumentos astronómicos.

### Antagonismo de las escuelas y de las tendencias
Las tradiciones textuales durante los primeros Han se resumen en la oposición de dos tendencias: los intérpretes que se basaban en textos transmitidos por vía oral y transcritos en la escritura de la época (jinwen) y, por otro lado, los que se basaron en las copias de los Clásicos hechas antes del imperio en escritura antigua (guwen).
Algunos de los textos encontrados fueron: Clásico de la historia (Shangshu), Memorias sobre los ritos (Liji), Analectas de Confucio (Lunyu) y Clásico de la piedad filial (Xiaojing), que se encuentran en una pared de la casa de Confucio.
Kong Anguo, fue el primero en la época del emperador Wu (r. 141-87 a. C.) en interesarse por estos textos cuyo desciframiento era muy difícil. Sin embargo, especialistas de textos antiguos pudieron reagrupar a todos los que se negaban a ver en los Clásicos recopilaciones de profecías. Durante las discusiones que tuvieron lugar entre representantes de las escuelas enfrentadas, triunfaron las interpretaciones de Dong Zhongshu, y a finales de los primeros Han, los partidarios de las tradiciones en guwen continuaron siendo aislados. Como es el caso de Liu Xin. El enfrentamiento se centraba en distintas versiones de los mismos textos y en obras cuyos contenidos doctrinales eran distintos; es por ello, por lo que el comentario de Gongyang a los Anales de Lu es típico del jinwen mientras que la crónica de Zuo Qiuming es característica de los guwen.
Los favores acordados por Wang Mang a los partidarios de las tradiciones en guwen iban a afectar a la restauración de los Han, pero el movimiento ganó amplitud y los intérpretes más destacados de la época de los segundos Han basaron sus estudios en textos antiguos: como son los casos de Jia Kui o de Ma Rong. El único representante importante de las tradiciones en jinwen en dicha época es He Xiu, cuyos trabajos están dedicados al comentario de Gongyang, pero sus teorías son impugnadas por Zheng Xuan. Finalmente, triunfaron los guwen lo que provocó la desaparición de aproximadamente el total de la literatura esotérica de la época de los Han y hasta los siglos XVIII y XIX, que aparecieron unos filósofos, el estudio de estos textos entró en el olvido.
El hecho de descifrar estos textos provocó un nuevo interés por la epigrafía. El primer diccionario chino fue Shuowen jeizi de Xu Shen, dicho libro presenta 9.353 caracteres que están distribuidos en 540 claves y en él se analizan los signos simples y compuestos de la escritura fijada por Li Si antes de la unificación imperial.
A finales de los primeros Han, surgió una reacción racionalista por parte de algunos partidarios de las tradiciones en escrituras antiguas. Estos tenían un sentido agudo del razonamiento lógico y realizaban explicaciones racionales, destacan: Wang Chong, que se interesó por los problemas de la física, de la biología y la genética. Además, se esforzó en explicar los fenómenos mediante causas naturales. Este era materialista, al igual que Huan Tuan, que negó la existencia de algo después de la muerte. Tuan también criticó la noción de destino individual (ming) en la que la gente de su época creía con consistencia, y vio en la heterogeneidad de los destinos humanos el resultado de tres factores individuales: las disposiciones físicas e intelectuales innatas, el azar de las circunstancias y de los accidentes, y las influencias cósmicas que han actuado sobre el individuo en su nacimiento.